# TANGO
El sistema de control TANGO (en anglès TAco Next Generation Objects) és un sistema lliure i obert de control, orientat a objectes, que ofereix eines per al control de qualsevol tipus de maquinari o programari, que constitueix un sistema SCADA. És utilitzat principalment en el control d'acceleradors de partícules tipus sincrotró, però també en altres experiments científics i, en general, pot ser utilitzat en qualsevol mena de programari i/o maquinari, ja que es troba activament desenvolupat pel consorci, compost per diversos instituts de recerca.
TANGO és un sistema distribuït de control. Funciona en una màquina aïllada igual que entre centenars. TANGO utilitza dos protocols de comunicació: ominorb com a implementació de CORBA com a protocol de xarxa i també Zeromq. La comunicació bàsica segueix el model client-servidor. Així com la comunicació entre clients i servidors pot ser síncrona, asíncrona o conduïda per esdeveniments. CORBA es fa servir per a la comunicació síncrona i asíncrona, mentre que Zeromq es fa servir per a la comunicació d'esdeveniments (des de la versió 8 de TANGO).
TANGO està basant en els conceptes d'orientació a objectes i orientació a serveis. L'objecte model a TANGO suporta mètodes, atributs i propietats. Dins de TANGO tots els objectes venen representats per dispositius (devices).

## Servidors de Dispositius
TANGO és utilitzat com a Programari intermediari per proporcionar accés remot al maquinari. La resposta d'aquest maquinari pot resultar senzilla con uns bits digitals d'entrada/sortida fins a sofisticats sistemes de detecció o sistemes de control complets. L'accés a la maquinària és programat en un procés anomenat Servidors de dispositius. El servidor de dispositius implementa classes de dispositius que a la vegada implementen l'accés real al maquinari. En temps d'execució el servidor de dispositius genera els dispositius que en són la representació lògica de les instàncies hardware. El client importa els dispositius, per via d'una base de dades, i els envia peticions utilitzant el protocol TANGO. Aquest dispositius poden emmagatzemar valor de configuració en una base de dades MySQL de forma permanent.

## Emmarcats
TANGO suporta els següents llenguatges:
- C
- C++
- Java
- Python
- Matlab
- Labview
- Igorpro

## Llicència
TANGO es distribueix sota dos llicències. Les llibreries es troben llicenciades sobre la Gnu Llicència pública general menor o LGPL. Les eines i servidors de dispositius (llevat de manifestació expressa) llicenciats sota la Gnu Llicència Pública General o GPL.

## Codi Obert
TANGO és un projecte de codi obert. Qualsevol que ho vulgui pot descarregar-se i utilitzar TANGO. El codi font es troba guardat en dos repositoris de subversion a SourceForge:
1. codi font del núcli
2. codi font de servidors

Es poden fer canvis locals o correccions d'errades sobre els fitxers font, però l'enviament dels canvis al repositori requereix autorització.

## Projectes que utilitzen TANGO
Una breu llista de projectes que utilitzen Tango (a més dels que formen part del Consorci):
1. C3 Prototype Arxivat 2014-02-02 a Wayback Machine. de la European Mars Analog Station
2. Els diagnostics del Laser_Mégajoule Arxivat 2013-07-30 a Wayback Machine.
3. L'equipament laser CILEX_APOLLON Arxivat 2015-10-02 a Wayback Machine.
4. La font compacta de llum ThomX Arxivat 2013-06-24 a Wayback Machine.

## Consorci
El consorci és el grup d'institucions que participen activament en el desenvolupament de TANGO. Per entrar-hi a formar part, una institució hauria de signar el Memoràndum de Comprensió i activament enviar contribucions al desenvolupament de TANGO. Actualment els consorci el formen els següents institucions:
1. ESRF - European Synchrotron Radiation Facility, Grenoble, França
2. SOLEIL Arxivat 2008-08-30 a Wayback Machine. - Sincrotró Soleil, París, França
3. ELETTRA - Sincrotró Elettra, Trieste, Itàlia
4. ALBA Arxivat 2006-03-28 a Wayback Machine. - Sincrotró Alba, Barcelona, Espanya
5. DESY Arxivat 2008-11-11 a Wayback Machine. - Sincrotró Petra III, Hamburg, Alemanya
6. MAX-lab Arxivat 2013-09-04 a Wayback Machine. - Sincrotró MAX-lab, Lund, Suècia
7. FRMII Arxivat 2008-09-20 a Wayback Machine. - Font de neutrons FRMII, Múnic, Alemanya
8. Solaris Arxivat 2013-09-08 a Wayback Machine. - Sincrotró Solaris, Cracòvia, Polònia
9. ANKA Arxivat 2013-07-04 a Wayback Machine. - Sincrotró ANKA, Karlsruhe, Alemanya

El propòsit del consorci és garantir el desenvolupament de TANGO.